# První vláda Menachema Begina
První vláda Menachema Begina, která byla v pořadí osmnáctou izraelskou vládou, byla vytvořena 20. července 1977 po květnových parlamentních volbách. V dějinách Izraele šlo o první pravicovou vládu. Sestávala ze stran Likud (krátce po volbách se její součástí stala strana Šlomcijon), Národní náboženská strana a Agudat Jisra'el. Členem vlády byl též nezařazený poslanec Moše Dajan (zvolen za opoziční Ma'arach a po přijetí vládního postu ze strany vyloučen).
Begin si zpočátku k postu premiéra ponechal čtyři ministerská portfolia, zatímco vyjednával s Demokratickým hnutím za změnu (zkráceně Daš) o koaliční spolupráci. Jednání byla uzavřena v říjnu 1977, kdy se Daš stal součástí vlády a získal zmíněná čtyři portfolia plus post místopředsedy vlády pro svého předsedu Jigaela Jadina. Následující rok ale strana vládu opustila.

## Seznam členů vlády
| portfej                                       | ministr                                     | strana                              |
| --------------------------------------------- | ------------------------------------------- | ----------------------------------- |
| předseda vlády                                | Menachem Begin                              | Likud                               |
| místopředseda vlády                           | Simcha Erlich                               | Likud                               |
| místopředseda vlády                           | Jigael Jadin (od 24. 10. 1977)              | Daš, Demokratické hnutí, nezařazený |
| ministr zahraničních věcí                     | Moše Dajan (do 23. 10. 1979)                | nezařazený                          |
| ministr zahraničních věcí                     | Menachem Begin (23. 10. 1979 – 10. 3. 1980) | Likud                               |
| ministr zahraničních věcí                     | Jicchak Šamir (od 10. 3. 1980)              | Likud                               |
| ministr obrany                                | Ezer Weizman (do 28. 5. 1980)               | Likud                               |
| ministr obrany                                | Menachem Begin (po 28. 5. 1980)             | Likud                               |
| ministr absorpce imigrantů                    | David Levy                                  | Likud                               |
| ministr bydlení a výstavby                    | Gide'on Pat (do 15. 1. 1979)                | Likud                               |
| ministr bydlení a výstavby                    | David Levy (od 15. 1. 1979)                 | Likud                               |
| ministr dopravy                               | Menachem Begin (do 24. 10. 1977)            | Likud                               |
| ministr dopravy                               | Me'ir Amit (24. 10. 1977 – 15. 9. 1978)     | Daš                                 |
| ministr dopravy                               | Chajim Landau (od 15. 1. 1979)              | nebyl poslancem                     |
| ministr energetiky a infrastruktury           | Jicchak Moda'i                              | Likud                               |
| ministr financí                               | Simcha Erlich (do 7. 11. 1977)              | Likud                               |
| ministr financí                               | Jig'al Hurvic (7. 11. 1979 – 13. 1. 1981)   | Likud                               |
| ministr financí                               | Joram Aridor (od 21. 1. 1981)               | Likud                               |
| ministr komunikací                            | Menachem Begin (do 24. 10. 1977)            | Likud                               |
| ministr komunikací                            | Me'ir Amit (24. 10. 1977 – 15. 9. 1978)     | Daš                                 |
| ministr komunikací                            | Jicchak Moda'i (15. 1. 1979 – 22. 12. 1980) | Likud                               |
| ministr komunikací                            | Joram Aridor (od 5. 1. 1981)                | Likud                               |
| ministr náboženství                           | Aharon Abuchacira                           | Národní náboženská strana           |
| ministr práce a sociální péče                 | Menachem Begin (do 24. 10. 1977)            | Likud                               |
| ministr práce a sociální péče                 | Jisra'el Kac (od 24. 10. 1977)              | nebyl poslancem                     |
| ministr průmyslu, obchodu a turismu           | Jig'al Hurvic (do 1. 10. 1978)              | Likud                               |
| ministr průmyslu, obchodu a turismu           | Gide'on Pat (od 15. 1. 1979)                | Likud                               |
| ministr spravedlnosti                         | Menachem Begin (do 24. 10. 1977)            | Likud                               |
| ministr spravedlnosti                         | Šmu'el Tamir (24. 10. 1977 – 5. 8. 1980)    | Daš, Demokratické hnutí             |
| ministr spravedlnosti                         | Moše Nisim (od 13. 8. 1980)                 | Likud                               |
| ministr školství, kultury a sportu            | Zevulun Hammer                              | Národní náboženská strana           |
| ministr vnitra                                | Josef Burg                                  | Národní náboženská strana           |
| ministr zdravotnictví                         | Eli'ezer Šostak                             | Likud                               |
| ministr zemědělství                           | Ariel Šaron                                 | Likud                               |
| ministr bez portfeje                          | Chajim Landau (od 15. 1. 1979)              | nebyl poslancem                     |
| ministr bez portfeje                          | Moše Nisim (10. 1. 1978 – 13. 8. 1980)      | Likud                               |
| náměstek ministra při úřadu premiéra          | Joram Aridor (do 28. 12. 1980)              | Likud                               |
| náměstek ministra obrany                      | Mordechaj Cipori                            | Likud                               |
| náměstek ministra financí                     | Jechezkel Flomin (do 30. 7. 1979)           | Likud                               |
| náměstek ministra průmyslu, obchodu a turismu | Jicchak Perec (do 15. 1. 1977)              | Likud                               |